# Combitube

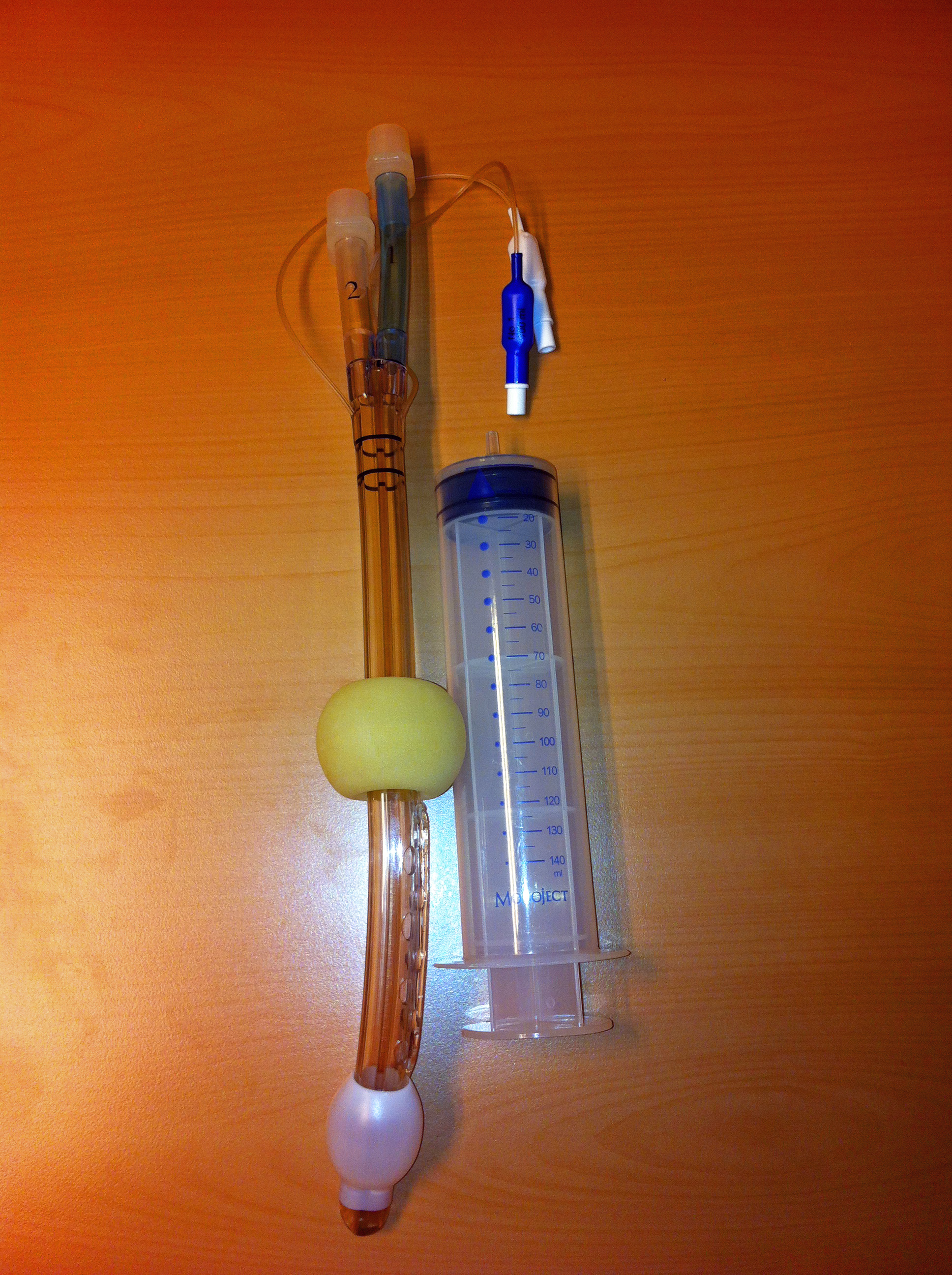
Un combitube.

Le combitube est un tube à double lumière permettant la ventilation tout en protégeant les voies aériennes supérieures du risque d'inhalation du contenu gastrique régurgité. Il a été conçu par Frass et Frenzer à la fin des années 1980, à partir du concept de l'obturateur œsophagien.

## Utilisation
Le combitube est conçu pour une utilisation en urgence afin de suppléer à une intubation difficile.